# 卡洛琳米科爾森山
69°45′S 74°24′E / 69.750°S 74.400°E
卡洛琳米科爾森山是南極洲的山峰，位於哈格雷夫斯冰川和極地時代冰川之間，海拔高度235米，該山峰在1935年2月20日由挪威的觀鯨船發現。